# Reconstruction après la Seconde Guerre mondiale
 (octobre 2012).
La Seconde Guerre mondiale laisse l'Europe, la Russie et le Japon dévastés. En France, la reconstruction durera généralement environ dix ans, mais atteindra vingt ans dans la Manche. Elle sera suivie d'un développement intensif des villes qui prendra fin en 1975 avec le premier choc pétrolier.
En 1945, de nombreuses infrastructures sont en grande partie détruites, en particulier en France et en Allemagne.
L’industrie, orientée vers la production de guerre, doit être réorganisée et modernisée. Les pays d’Europe doivent rattraper le retard de développement économique qu’ils ont accumulé vis-à-vis des États-Unis.
De nombreuses villes ont été lourdement touchées, en Allemagne par les bombardements alliés et, en France, à la suite des bombardements allemands de 1940 et des bombardements alliés de 1944. En particulier, les villes d'Amiens, Beauvais, Brest (voir Reconstruction de Brest), Caen (voir Reconstruction de Caen), Caudebec-en-Caux, Dunkerque, Évreux, du Havre (voir Centre-ville reconstruit du Havre), Lisieux, Lorient, Neufchâtel-en-Bray, Saint-Dié, Saint-Lô, Saint-Malo, Saint-Nazaire, Royan, Rouen, Valenciennes, Vire … ont été particulièrement touchées.
La crise du logement est forte.

## France
La reconstruction en France après la Seconde Guerre mondiale est l'ensemble des initiatives visant à résoudre la crise du logement en réparant les conséquences désastreuses de la Seconde Guerre mondiale en France, sur le plan urbanistique et architectural. Cette politique qui dure une dizaine d'années, comprend à la fois la construction de grands ensembles de logements sociaux, sous forme d'immeubles collectifs, et des aides à l'accession à la propriété, souvent sous forme de pavillons individuels.

## Filmographie
Plusieurs films abordent ces thèmes liés aux conséquences de la Seconde Guerre mondiale entre autres avec le thème du logement en France dans Mon Oncle de Jacques Tati en 1958 et politique au Japon en 1960 avec le film Nuit et Brouillard au Japon à la suite du traité de coopération mutuelle et de sécurité entre les États-Unis et le Japon et signé la même année.